# Acantholycosa mordkovitchi
Acantholycosa mordkovitchi Marusik, Azarkina & Koponen, 2004 è un ragno appartenente alla famiglia Lycosidae.

## Etimologia
Il nome della specie è in onore del zoologo russo Vyacheslav Mordkovitch, specialista degli artropodi della Siberia occidentale e direttore del Museo Zoologico di Novosibirsk.

## Caratteristiche
L'olotipo maschile rinvenuto ha lunghezza totale è di 8,00mm; la lunghezza del cefalotorace è di 3,60mm; e la larghezza è di 2,90mm.

## Distribuzione
La specie è stata reperita nella Russia centrale: l'olotipo maschile è stato rinvenuto lungo il fiume Kastakhta, a circa 2000-2400 metri di altitudine, a sud dei monti Terektinsky, nella sezione russa dei Monti Altaj.

## Tassonomia
Appartiene al mordkovitchi-group, le cui caratteristiche peculiari sono: una consistente apofisi terminale troncata alla punta e un'apofisi tegolare con la parte terminale estesa retrolateralmente.
Al 2016 non sono note sottospecie e dal 2011 non sono stati esaminati nuovi esemplari.